# Йошт II из Рожмберка
Йошт II из Рожмберка (чеш. Jošt II. z Rožmberka; около 1428/1430 — 15 декабря 1467, Ныса) — средневековый чешско-польский религиозный деятель из влиятельного феодального рода панов из Рожмберка, епископ Вроцлава и князь Нысы в 1456—1467 годах, генеральный приор Чешской провинции ордена иоаннитов в 1451—1467 годах.

## Происхождение и молодые годы
Йошт II из Рожмберка родился около 1428/1430 годов в семье могущественного южночешского пана Ольдржиха II из Рожмберка (ум. 1462), одного из лидеров католической партии, и Катержины из Вартемберка (ум. 1436). Не будучи старшим сыном в семье, Йошт с ранних лет был предназначен к духовной карьере. Теологическое и юридическое образование Йошт получил в Праге и в возрасте двадцати лет был рукоположён в священники.

## Духовная карьера и участие в политике
В 1451 году Йошт стал пробстом Святовитского митрополичего капитула в Праге. Примерно в это же время он вступил в орден иоаннитов (госпитальеров). Будущее Йошта в составе ордена иоаннитов было во многом предопределено давней дружбой и сотрудничеством генерального приора Чешской провинции ордена Вацлава из Михаловиц с его отцом Ольдржихом II и другими членами семьи Рожмберков. Вступив в орден, Йошт из Рожмберка, очевидно, вскоре стал рассматриваться в качестве преемника генерального приора Вацлава из Михаловиц. Именно поэтому Йошт был избран генеральным приором Чешской провинции ордена иоаннитов сразу же по смерти Вацлава. Уже 29 августа 1451 года братья-иоанниты чешского приората направили великому магистру ордена Жану де Ластику грамоту об избрании Йошта из Рожмберка новым генеральным приором (избрание произошло 27 августа). 17 сентября 1452 года великий магистр утвердил Йошта из Рожмберка в должности главы Чешской провинции ордена иоаннитов (первоначально на 10 лет с условием ежегодной уплаты в казну ордена 100 тысяч венгерских золотых, 20 декабря 1456 года новый великий магистр Жак де Мийи утвердил его в должности пожизненно). 8 марта 1456 года Йошт, благодаря стараниям своего брата, земского гетмана Силезии, и протекции короля Ладислава Габсбургского, был избран епископом Вроцлавским. 9 июня того же года Йошт был утверждён в сане епископа Вроцлава папой Каликстом III. Будучи генеральным приором иоаннитов, Йошт практически не бывал в резиденции приората ордена в замке Страконице, хотя и приумножил владения приората присоединением к ним панства Волине. Кроме того, при Йоште в 1464 году был основан новый госпиталь при костёле Святой Маркеты в Страконице на 12 пациентов.
Йошт из Рожмберка получил прекрасное образование (хотя и не знал немецкого языка, предпочитая общаться на чешском и на латыни) и слыл превосходным проповедником, а также был искусным и умеренным политиком. При его посредничестве были урегулированы споры между его отцом Ольдржихом и братом Яном, а также предприняты определённые шаги к примирению короля Йиржи из Подебрад с католическим дворянством и римским папой. В 1458 году Йошт II поддержал избрание Йиржи из Подебрад королём Чехии, однако после того как папа Пий II в 1462 году объявил об отмене Базельских компактатов Йошт стал постепенно склоняться на сторону оппозиции королю, хотя первоначально и пытался отстаивать его интересы в Риме. В конце концов, в Риме ему дали понять, что он рискует лишиться своего сана и 28 ноября 1465 года Йошт из Рожмберка вместе со Зденеком из Штернберка стал учредителем так называемого Зеленогорского союза — военно-политического объединения шестнадцати чешских панов-католиков, направленного против короля Йиржи из Подебрад. Брат Йошта, Ян II из Рожмберка, вначале тоже вступил в союз, однако поняв, что данное объединение бескомпромиссно нацелено на открытую войну с королём, вышел из него и примирился с Йиржи из Подебрад. Поэтому, когда уже в следующем году начались военные действия, Йошт и его брат оказались в противоположных военных лагерях. Вслед за этим Йошт пригрозил Яну, что потребует раздела исторически неделимой рожмберкской доминии, а администратор архиепархии Праги Гиларий Литомержицкий предал всю рожмберкскую доминию анафеме. Всё это заставило Яна II отказаться от поддержки Йиржи из Подебрад.
В целях наиболее эффективного совмещения функций генерального приора и вроцлавского епископа Йошт из Рожмберка в 1464 году назначил своим наместником в Чешской провинции ордена иоаннитов гораждёвицкого комтура Вацлава, исполнявшего данные обязанности вплоть до смерти Йошта. Управление Страконицким замком Йошт доверил своему брату Яну. Большую часть своего времени епископ Йошт II проводил в своём замке в силезской Нысе, где и скончался 15 декабря 1467 года. Он был похоронен во Вроцлаве в соборе Иоанна Крестителя под фигурным надгробием, ныне хранящемся в музее Вроцлавской архиепархии.

## Участие в семейных делах
31 августа 1359 года, идя на встречу своему брату владаржу Яну II из Рожмберка, столкнувшемуся с необходимостью расплачиваться по огромным долгам, накопленным ещё их отцом Ольдржихом II, предоставил ему заём в 200 тысяч коп пражских грошей, правда, получив за них в залог практически все владения рожмберкской доминии (за исключением замка Дивчи-Камен, где доживал свой век их отец). Очевидной целью данной сделки было стремление братьев сохранить целостность рожмберкской доминии перед угрозой попыток обращения взыскания на её отдельные имения и панства со стороны кредиторов.
Йошт II был приверженцем идеи происхождения панов из Рожмберка от старинного итальянского рода Орсини, выдуманной его отцом Ольдржихом из Рожмберка на основании сходства гербов двух фамилий (червлёная пятилепестковая роза на серебряном поле). Будучи католическим иерархом, Йошт из Рожмберка неоднократно бывал в Риме, где познакомился с кардиналом Латино Орсини. Йошт поделился с кардиналом тем, что они являются дальними родственниками, а Орсини, сверив фамильные гербы, письменно засвидетельствовал родство двух аристократических династий (в 1369 году, уже после смерти Йошта, кардинал Орсини выдал соответствующую грамоту его брату Яну II, в которой говорилось об общем происхождении и родстве Рожмберков и Орсини).

## Личные качества
Орденский архивариус Йосеф Гамршмид на основании данных вроцлавской хроники так охарактеризовал Йошта II из Рожмберка: «Был располагающим к себе и фигурой огромным, костлявым и толстым, насыщенным обильными, главным образом, сладкими кушаньями, и духом, знаменитым остроумием и красноречием, изысканно изъясняющимся на латыни в речах и письмах. Хорошо и сочно говорил и писал по-чешски, поскольку не говорил хорошо по-немецки, проповедовал на латыни, а другой священник переводил». С данным описанием телосложения Йошта хорошо согласуется его изображение на надгробном камне.

## Описание герба

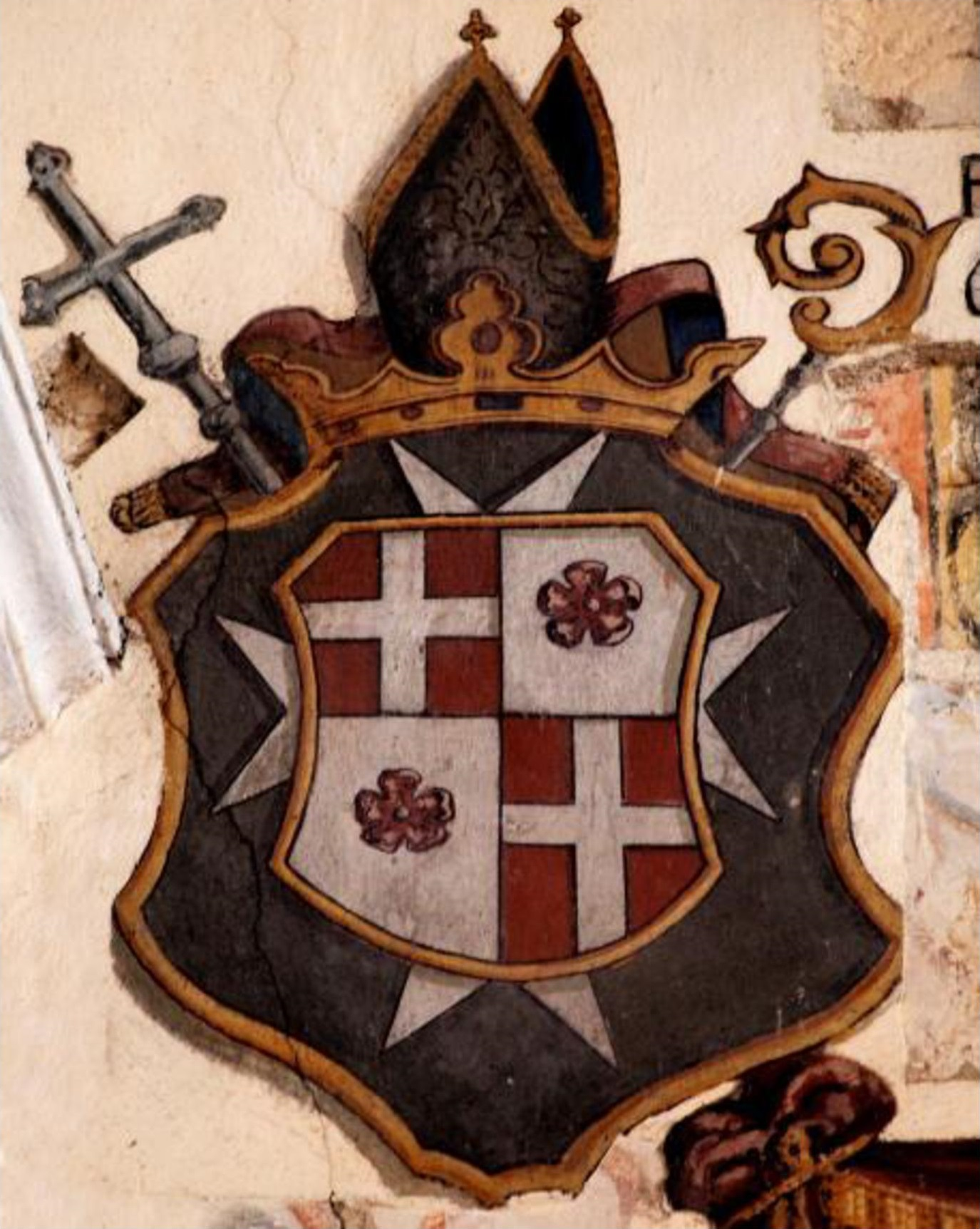
Герб Йошта II в настенной росписи замка Страконице

Известно несколько вариантов герба Йошта II из Рожмберка, использовавшихся им на протяжении жизни. Первый вариант герба представляет собой четверочастный (поделённый на четыре поля) готический геральдический щит, в первом и четвёртом серебряных полях которого изображена червлёная пятилепестковая роза с золотой завязью, во втором червлёном поле — серебряный геральдический крест, в третьем червлёном поле — серебряный мальтийский крест (данный вариант сохранился на печатях диаметром 25 мм, датированных 1454 и 1457 годами). Разновидностью данного варианта герба Йошта II является четверочастный готический щит с другим порядком расположения описанных выше полей: серебряные поля с червлёной пятилепестковой розой Рожмберков располагались на втором и третьем месте, червлёное поле с серебряным геральдическим крестом — на первом, с мальтийским крестом — на четвёртом (сохранился на печатях диаметром 36 мм, датированных 1456, 1458, 1459 и 1461 годами). Другая разновидность первого варианта герба Йошта отличается тем, что во втором червлёном поле изображён мальтийский крест, как и в третьем (этот вариант герба сохранился на печати 1453 года).
Другой вариант герба Йошта содержит уже геральдические символы Вроцлавского епископства: на четверочастном щите в первом золотом поле изображена глядящая вправо чернёная орлица с червлёными лапами и клювом и с серебряным изгибом на крыльях, во втором червлёном поле изображены шесть серебряных геральдических лилий в положении 3:2:1, в третьем червлёном поле — серебряный геральдический крест, в четвёртом серебряном поле — червлёная пятилепестковая роза с золотой завязью. Этот вариант герба использовался Йоштом из Рожмберка на печатях, которыми скреплялись документы, касавшиеся Вроцлавского епископства (сохранились печати диаметром 36 и 38 мм с данным вариантом герба, датированные 1463—1464 годами). Другая разновидность данного варианта герба Йошта отличается тем, что во втором и третьем червлёных полях изображены по двенадцать геральдических лилий в положении 3:3:3:3 (сохранилась на печатях диаметром 40 мм, датированных 1464 годом).